# Phenol (Schiff)
Das Dampftankschiff Phenol aus dem Jahr 1903 liegt heute als Museumsschiff im Oberwasser des Schiffshebewerks Henrichenburg in Waltrop. Es ist in Europa das einzige noch existierende Dampftankschiff.

## Geschichte
Die Phenol wurde in den Jahren 1903 bis 1904 von der N. V. Wilton’s Maschinefabrik en Scheepswerf in Schiedam in den Niederlanden gebaut.
Fünfzig Jahre lang, von 1904 bis 1954, beförderte die Phenol ihrem Namen entsprechend ein Nebenprodukt der Kohlechemie: Karbolsäure (Phenol). Es fuhr für ein Chemiewerk im belgischen Zelzate über belgische Kanäle. Später wurde der Tanker zur Reinigung von Kanalböschungen eingesetzt.
Nachdem man das Schiff letztendlich verrotten ließ, sank es. Das Wrack wurde 1986 vom LWL-Industriemuseum erworben und seitdem aufgrund seiner technikgeschichtlichen Bedeutung restauriert.

## Aufbau des Dampftankers
In der vorderen Hälfte des Schiffes befinden sich einfache, mit Blechen abdeckbare Kastentanks, dahinter folgen Dampfkessel und -maschine etwa in der Mitte des Tankers. Das Steuerhaus sitzt erhöht über der hinteren Hälfte des Schiffsrumpfes.
Zum Betrieb waren fünf Mann Besatzung notwendig: Kapitän, Heizer, Maschinist, Boots- und Schiffsjunge. Die Familie des Kapitäns befand sich ebenfalls auf dem Tankschiff.

## Technische Daten
Die äußeren Abmessungen des 1903 gebauten Dampftankschiffes liegen bei 43,5 Metern Länge und 6,07 Metern Breite. Der Tiefgang beträgt 1,07 Meter. 
Als Antrieb dient eine mittschiffs gelagerte Dreizylinder-Dreifach-Expansionsdampfmaschine mit einer Leistung von 162,5 PS. Dabei handelte es sich um eine Sonderbauart mit platzsparender, V-förmiger Anordnung der Zylinder. Ebenfalls mittschiffs befindet sich der Dampfkessel. 
Das Schiff erreichte eine Tragfähigkeit von 261,65 Tonnen. 